# Brea de pino
La brea de pino o pez de pino es una forma de brea de madera producido por la carbonización a alta temperatura de la madera de pino en condiciones anóxicas (destilación seca o destilación destructiva). La madera se descompone rápidamente aplicando calor y presión en un recipiente cerrado; los principales productos resultantes son el carbón vegetal y la brea de pino.
La brea de pino se compone principalmente de hidrocarburos aromáticos, ácidos de brea y bases de brea. Los componentes de la brea varían según el proceso pirolítico (p. ej., método, duración, temperatura) y el origen de la madera (p. ej., edad de los pinos, tipo de suelo y condiciones de humedad durante el crecimiento del árbol). La elección de la madera, el diseño del horno, la quema y la recolección de la brea pueden variar. 
La pez de pino tiene una larga historia como conservante de la madera, como sellador de madera para uso marítimo, en la construcción y el mantenimiento de techos, en jabones y en el tratamiento de ántrax y enfermedades de la piel, como la psoriasis, el eccema y la rosácea. Se usa en béisbol para mejorar la sujeción del bate de un bateador; los lanzadores también lo utilizan a veces para mejorar su apañe de la pelota, en violación de las reglas.

## Historia
La brea de pino se ha utilizado durante mucho tiempo en las naciones escandinavas como conservante para la madera que puede estar expuesta a condiciones adversas, entre ellos los muebles de exterior, las cubiertas y los aparejos de los barcos. La brea de pino de alta calidad que se utiliza para esta aplicación a menudo se denomina brea de Estocolmo  ya que, durante muchos años, una sola empresa mantuvo el monopolio real de su exportación desde Estocolmo, Suecia . También se le conoce como "brea de Arcángel".  La brea y la pez para uso marítimo tuvieron tal demanda que se convirtió en una exportación importante para las colonias estadounidenses que tenían extensos bosques de pinos así como en las islas Canarias, para las colonias hispanas.

## Usos
La brea de pino se utilizó como conservante en la parte inferior de los esquís tradicionales de estilo nórdico usque que los materiales sintéticos modernos reemplazaron a la madera en su construcción. También ayudó a que se adhirieran las ceras, lo que favoreció la sujeción y el deslizamiento de estos esquís.
La brea de pino se usa ampliamente como producto para el cuidado veterinario, particularmente como tratamiento antiséptico y para el cuidado de las pezuñas de los caballos y el ganado. También se ha utilizado cuando las gallinas empiezan a picotear las gallinas más débiles . La aplicación de un poco de pez de pino en la herida de las gallinas actúa como un agente germicida/antibacteriano natural que desalienta los ataques continuos a la gallina afectada debido a su textura extraña.
La pez de pino se utiliza como disolvente suavizante en la industria del caucho, para el tratamiento y fabricación de materiales de construcción y en pinturas especiales.

### Como conservante de la madera
La brea de pino se combina con goma de trementina y óleo de linaza hervido para crear un conservante de madera. Primero se aplica una capa fina utilizando una mezcla con mayor proporción de trementina. Esto le permite penetrar más profundamente en la estopa y la fibra de la madera, lo que permite que la pez se filtre en los agujeros pequeños y los espacios más grandes que puedan haber en las tablas. La brea gotea hacia el exterior e indica dónde el barco necesita más atención.  A esto le sigue una mezcla estándar más espesa. Dichos tratamientos, si bien son efectivos, deben reaplicarse continuamente.

### Cuerda impermeabilizante
Tradicionalmente, el cáñamo y otras fibras naturales eran la norma para la producción de cuerdas. Dicha cuerda se pudriría rápidamente cuando se expusiera a la lluvia y, por lo general, se cubría con brea para preservarla. La brea manchaba las manos de las tripulaciones de los barcos, por lo que los marineros de la Marina británica se conocían "peces".

### Béisbol

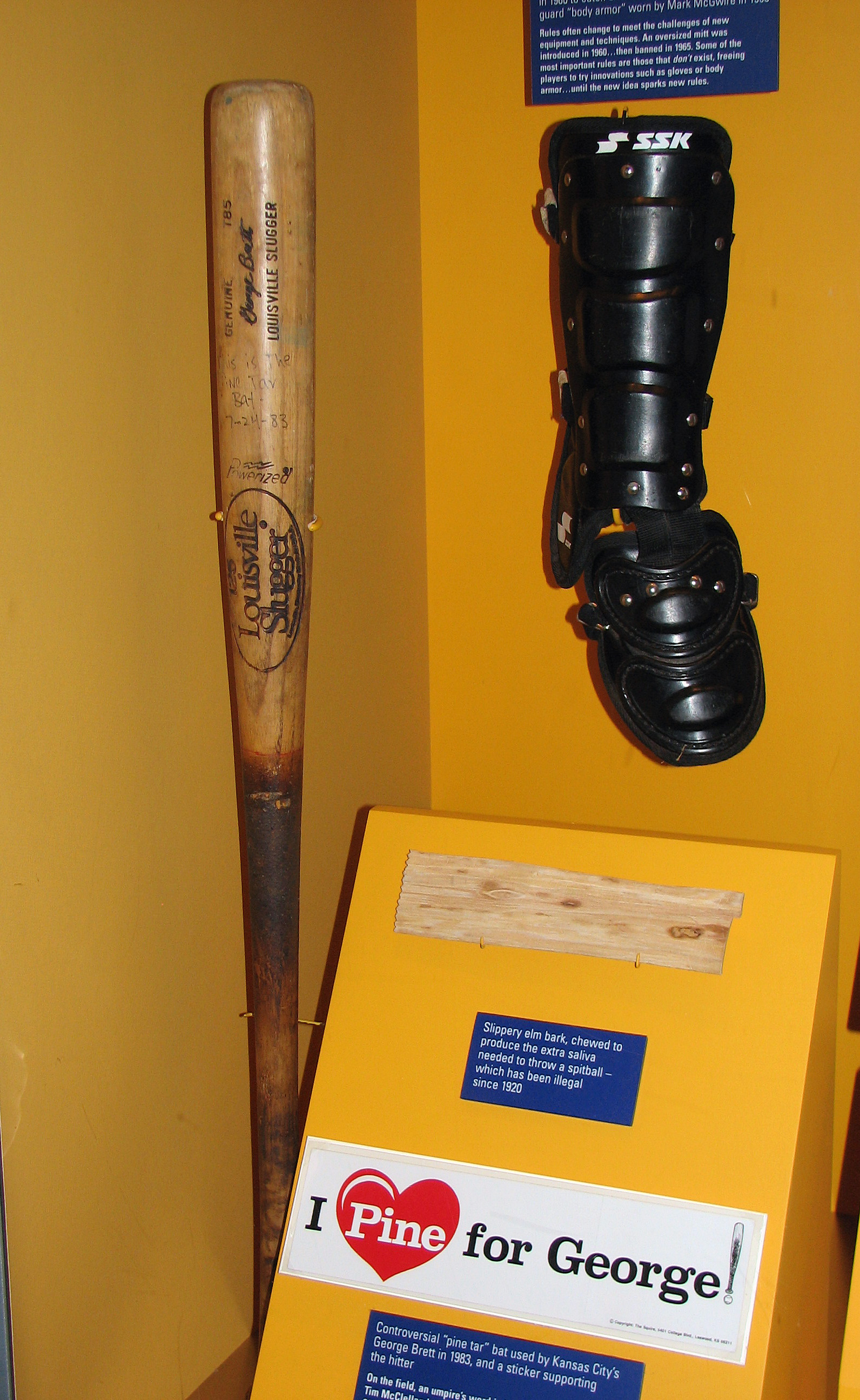
Bate de brea de pino de George Brett a la izquierda, de una exhibición de 2006 en The Henry Ford en Dearborn, Michigan

La brea de pino se aplica a los mangos de los bates de béisbol para mejorar la sujeción del bateador.
La Regla 1.10(c) de las Reglas Oficiales de las Grandes Ligas de Béisbol de 2002 restringe la aplicación a las 18 pulgadas inferiores de un bate. El ejemplo más famoso de la aplicación de la regla es el incidente de la brea de pino, que ocurrió durante el juego del 24 de julio de 1983 entre los Reales de Kansas City y los Yankees de Nueva York, que resultó en la anulación de un jonrón de George Brett en la novena entrada. 
Los lanzadores a veces también usan ilegalmente la brea de pino para mejorar su sujeción de la pelota en climas fríos. Esto no está permitido debido a una regulación que prohíbe la aplicación de cualquier sustancia extraña a una pelota (excepto el lodo de béisbol para mejorar la sujeción aplicado por los árbitros).

### Uso médico
Históricamente, la brea de pino se ha utilizado para tratar afecciones de la piel, generalmente como un aditivo en lociones o jabones sólidos procesados en frío. Debido a la alta presencia de fenol en la fabricación temprana de brea de pino, se consideró cancerígeno. Sin embargo, ahora se ha eliminado gran parte del fenol. La brea de pino fue prohibida por la FDA junto con muchos otros ingredientes categorizados como medicamentos de venta libre, debido a la falta de evidencia de seguridad y eficacia para los usos específicos mencionados. Sin embargo, las pruebas clínicas en Australia en 2017 demostraron que el mayor riesgo proviene de la sensibilidad aguda para las personas con afecciones dermatológicas graves y si entra en contacto con los ojos. Es importante señalar que el número de reacciones positivas para las breas de madera no fue significativamente mayor que el de otros alérgenos comunes. Además, la concentración de brea de pino en los productos tópicos disponibles en Australia es de casi un 2,3 %, que es unas cuatro veces menor que la probada en estos estudios.
La brea de pino se ha utilizado para cubrir las heridas de picoteo en bandadas de aves cautivas, como pollos, para evitar que continúen picoteando una herida y el canibalismo. La brea de pino también se utiliza en medicina veterinaria como expectorante y antiséptico en enfermedades crónicas de la piel.